# Ligárt Ábel
Ligárt Ábel (1998 –) magyar műugró.

## Sportpályafutása
2008–2009-ben A Jövő SC-nél úszott. 2011-ben a C korosztály országos bajnokságán 1 méteren és 3 méteren is első lett. A 2012-es ifjúsági országos bajnokságon a B korosztályban 1 és 3 méteren egyaránt első lett, míg az A korosztályban mindkét számban harmadik. A 2014-es bergamói ifjúsági Európa-bajnokságon az A korosztályos kategóriában 1 méteren a 24. helyet szerezte meg. 2014-ben az év legjobb magyar ifjúsági műugrójának választották.
A 2017-es kijevi műugró Európa-bajnokságon mind az 1 méteres, mind a 3 méteres számban a 31. helyen végzett utolsóként. Tagja a 2017-es úszó-világbajnokságon szereplő magyar műugró-válogatottnak: 1 méteres és 3 méteres műugrásban indul.